# Придорожный (Челябинская область)
Придорожный — посёлок в Нагайбакском районе Челябинской области России. Входит в состав Остроленского сельского поселения.

## История
Населённый пункт возник в 1963 году как посёлок 2-го отделение совхоза «Гумбейский».

## Население
| 2002 | 2010 |
| ---- | ---- |
| 420  | ↘325 |